# 特拉维夫
特拉维夫-雅法（希伯來語：תֵּל־אָבִיב-יָפוֹ，羅馬化：Ṫel ʾÅbiyb-Yåpŵ，發音：[tel aˈviv ˈjafo]，羅馬化：Tal° ʾˈAbiyb° Yaʾfaʾ），通常简称为特拉维夫），是以色列第二大城市，也是国际社会普遍承认的以色列首都（外交机構驻在特拉维夫，以色列法定和实际首都及政府所在地是耶路撒冷）。人口47.45万，主要为犹太人，阿拉伯人則占总人口的4%。
特拉维夫濱臨東地中海，市区面积51.76平方公里；以特拉维夫为中心的但城鎮群有巴特亚姆、霍隆、拉马特甘、佩塔提克瓦、里雄莱锡安、拉马特沙龙、赫兹利亚等城市。2021年統計，有人口415.69萬，是以色列最大的都會区，是该国人口最稠密的地带，也是以色列的经济枢纽。特拉维夫被认为已逐步成为世界级城市，并被列为中东生活费用最昂贵的大城市。
特拉维夫市最初创建于1909年，是由一批犹太移民为逃避邻近古老的港口城市雅法昂贵的房价而兴建，逐渐地，特拉维夫的发展超过了以阿拉伯裔为主的雅法。在以色列建国两年以后的1950年，特拉维夫和雅法两市合并成立特拉维夫-雅法市。今天，特拉维夫被认为是以色列最為國際化的經濟中心，以及所谓“硅溪”（希伯来语：וואדי הסיליקון；英语：Silicon Wadi）地区的心脏。该市具有活跃、摩登、世界主义的特征，被公认是以色列的文化之都。2003年，该市以包豪斯建筑铸成的特拉维夫白城被联合国教科文组织列为世界遗产。

## 名称
特拉维夫在希伯来语中的含义是春天（aviv）的小丘（tel）。那鸿·索科洛夫在将西奥多·赫茨尔的著作《新故土》（德语：Altneuland）书名翻译成希伯来语时，特意使用“特拉维夫”这个名称，认为“春天”是万物复苏的象征，隐喻古代的以色列，国家有复国的希望；而“小丘”在希伯来语中有一个不常用的含义，在考古学中表示“人類千百年活動形成的遺址”，帶有古代以色列国毁灭的象征。Tel中文翻譯為「臺型遺址」，音譯兼顧，Tel Aviv在臺灣官方翻譯為「臺」拉維夫，而非中國大陸習用的「特」拉維夫。索科洛夫采用的这个名称取自《旧约·以西结书》的3章15节。 1909年，特拉维夫进行首次大规模住宅區的建设时，这一地区被取名为Ahuzat Bayit。是年底，Menachem Sheinkin提议将新社区正式命名为Tel Aviv，且得到多数市民代表的支持。
約帕 Joppa：美麗 Beauty，高 Height。
雅法 Jaffa：從約帕的亞拉伯文 Yāfā衍生而來。
雅法名称的原意是美丽，可能得名于它的创建者——挪亚的儿子雅弗。在约拿书中提到先知约拿不愿遵从神旨拯救敌国，从这个港口城市搭船逃往相反的方向。在埃及发现的古代收税记录中也提到了该市的名称。

## 首都地位
1948年5月至12月，特拉维夫曾作为以色列国的临时首都。該國很快就宣布耶路撒冷为其首都，但并不为国际社会所认可。尽管如此，20世纪80年代之前，很多国家的使馆都设在耶路撒冷，直到1980年以议会通过《基本法：耶路撒冷》，宣布“完整、统一的耶路撒冷是以色列的首都”。目前，除萨尔瓦多和哥斯达黎加外，其余国家的使馆均设在特拉维夫或邻近城市。美国国会也已通过法案，承认耶路撒冷为以色列首都，但同时授权总统推迟大使館的搬迁，直到2018年5月完成遷館。
目前，以色列国防部仍设在特拉维夫，许多政府部门也在此设有办公室。根据传统，总理每周四也在特拉维夫办公。

## 历史

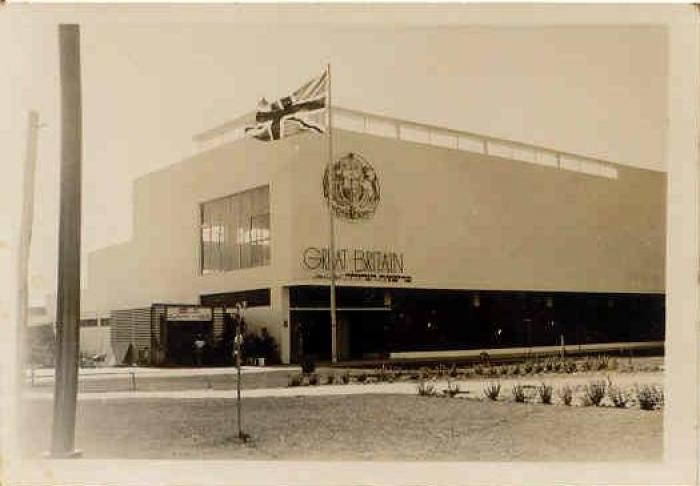
黎凡特交易會的英国馆（1934年）

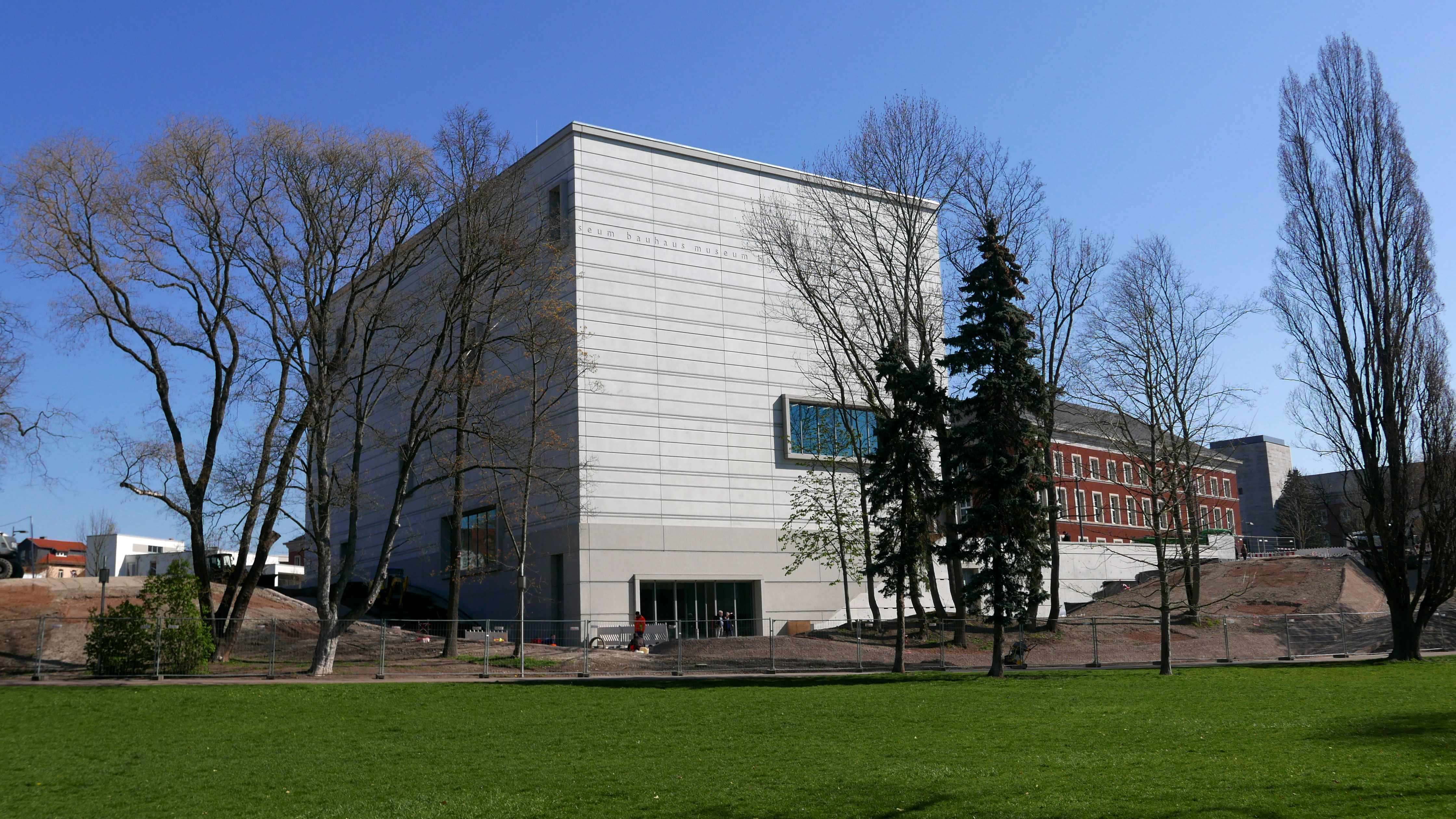
包浩斯博物馆

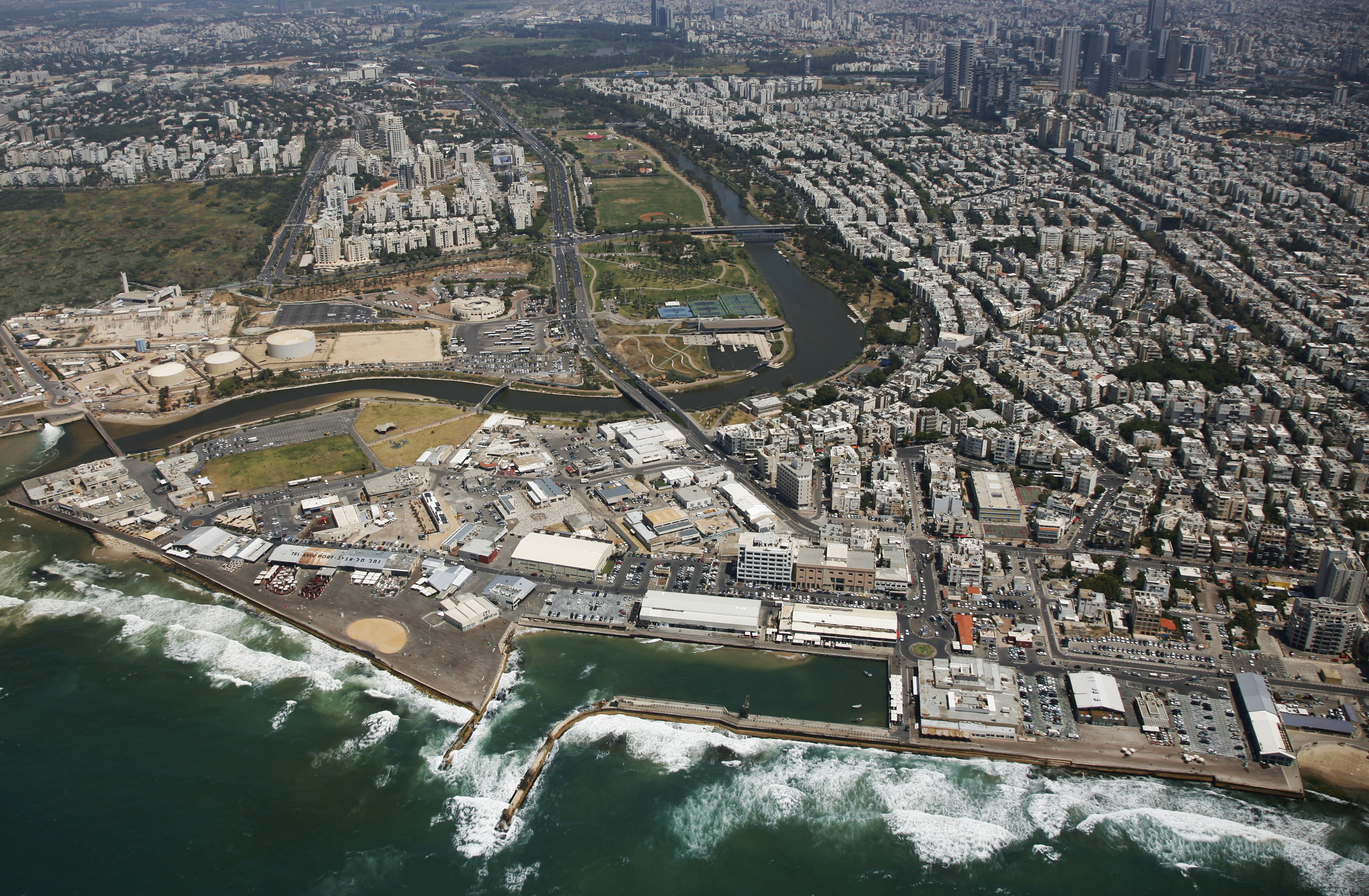
特拉维夫港

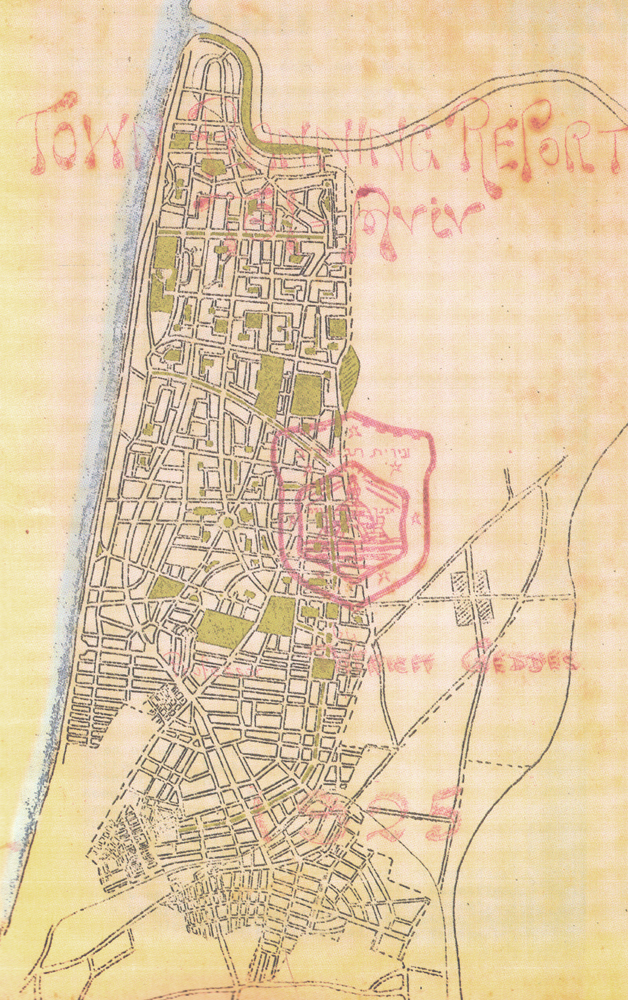
特拉维夫的总体规划，由帕特里克·格迪斯在1925年计划

雅法是世界上最古老的港口之一，已经有至少4,000年的历史。在19世纪，雅法的人口从1806年的2,500人增长到1886年的17,000人。城内已经无法容纳新增加的人口，于是在1870年代拆除了城墙，在城外兴建规模更大的新市区。
特拉维夫的发展始于19世纪80年代，最初仅仅是雅法城外的一个犹太居民区。当时，一批犹太裔人士不愿居住雅法市内昂贵的阿拉伯社区，而在雅法的北郊，现在特拉维夫南部的Neve Shalom和Neve Tzedek兴建住宅。1908年，Ahuzat Bayit（אחוזת בית）住宅营造协会在雅法北面购买土地。1909年4月11日，建造新城的工程正式开始。1910年，正式确定新城的名称为“特拉维夫”。特拉维夫在初建时仅仅被确定为雅法的一个郊区或卧城，在雅法上班的工人居住区。创建者们受到當代欧洲花园城市运动的影响，设计了宽阔的林荫大道。
1914年，由于奥斯曼帝国政府驱逐特拉维夫的人口，该市的发展被中断。不过，在1917年英国人占领巴勒斯坦以后，犹太人又回到特拉维夫，重新发展。在英国託管时期，巴勒斯坦各地，犹太裔与阿拉伯裔之间的政治摩擦日渐增加。在1921年5月的雅法骚乱中，有数十名犹太裔人士被阿拉伯裔暴民杀死。此后不久，雅法的数千名犹太人搬迁到北面的特拉维夫，形成了新的中央商务区。该市的城市发展规划是基于主干道的框架结构，1925年由Patrick Geddes设计，并被市议会和市长梅尔·迪森高夫所采纳。此后，由于特拉维夫毗邻雅法港，逐漸成為第一座犹太人城市，陆续来到以色列的大量新移民源源不断地涌入特拉維夫，促进了特拉维夫的发展，使之逐渐成为以色列的经济與文化的中心，此一地位一直保持至今。由于1936年巴勒斯坦阿拉伯人大起義，1938年在特拉维夫兴建了港口。这时，特拉维夫的规模已经超过了雅法。二战時1940年7月至9月意大利王國空軍大規模轟炸特拉維夫，造成多人死亡，意大利軍隊的空襲持續至1941年6月。
根据1947年联合国大会181号决议，在巴勒斯坦分别建立一个犹太裔国家和一个阿拉伯裔国家。拥有23万人口的特拉维夫成为犹太国的一部分，而拥有10万人口的雅法（其中有3万犹太裔）被划为阿拉伯裔国家的一块飞地。这一计划遭到阿拉伯人的抵制，于是暴力活动迅速升级，1948年4月，犹太裔开始了对雅法的进攻，许多阿拉伯裔通过海路逃离雅法，到5月14日雅法被攻陷时，该城的7万名阿拉伯裔居民中只有4,100人还留在那里。
1948年5月14日，以色列国家在特拉维夫宣布独立。在第一次中东战争期间，阿拉伯人封锁耶路撒冷长达8个月之久（1948年5月-12月），因此特拉维夫隨即充当了以色列的临时首都。当1949年12月宣布耶路撒冷为首都时，由于国际上对于耶路撒冷的地位有所争议，大部分大使馆尚留在特拉维夫。1980年联合国安理会通过478号决议以后，已经迁往耶路撒冷的大使馆又纷纷迁回特拉维夫。目前，除了美國、巴拉圭和玻利維亞以外，所有驻以色列的大使馆都设在特拉维夫或其周边地区。
1949年4月，特拉维夫和雅法合并，成立特拉维夫-雅法市，周边一些在战争中人口减少的村庄也被并入该市。这时，特拉维夫的面积扩展到42平方（16.2平方英里）。
二十世紀的特拉维夫可謂是暴力攻擊和恐怖活动的牺牲品，它已经数次成为巴勒斯坦好战团体的攻击目标。1994年10月19日，一枚自杀炸弹在5路公共汽车上爆炸，凶手本人和另外25名市民丧生。1996年3月4日普珥节休假期间，另一枚自杀炸弹在一台自动取款机附近爆炸，18名市民丧生。2001年6月1日，第二次大起义期间，一枚自杀炸弹在一个迪斯科舞厅爆炸，32人丧生，100多人受伤。2002年1月25日，又有20人在旧中央巴士总站附近的自杀袭击中丧生。2003年1月5日，同时发生两场袭击，23人丧生。2006年4月17日，在旧中央巴士站附近再次发生自杀袭击，造成10人丧生，12人受伤。在这些自杀袭击中，许多受害者是外籍劳工。

## 地理
以特拉维夫为中心，沿着地中海海岸线伸展的城市群被称为「古什·但」。根据圣经记载，这里是古代以色列十二支派之一——但支派的属地，古什則是“集群”之意。古什·但包括但地区的特拉维夫-雅法，以及里雄莱锡安、拉马特甘、巴特亚姆等周边许多独立的卫星城市和沙崙的赫兹利亚、拉马特-沙龙，总人口约310万，是以色列最大最繁荣的城市群，也是全国的经济文化中心。

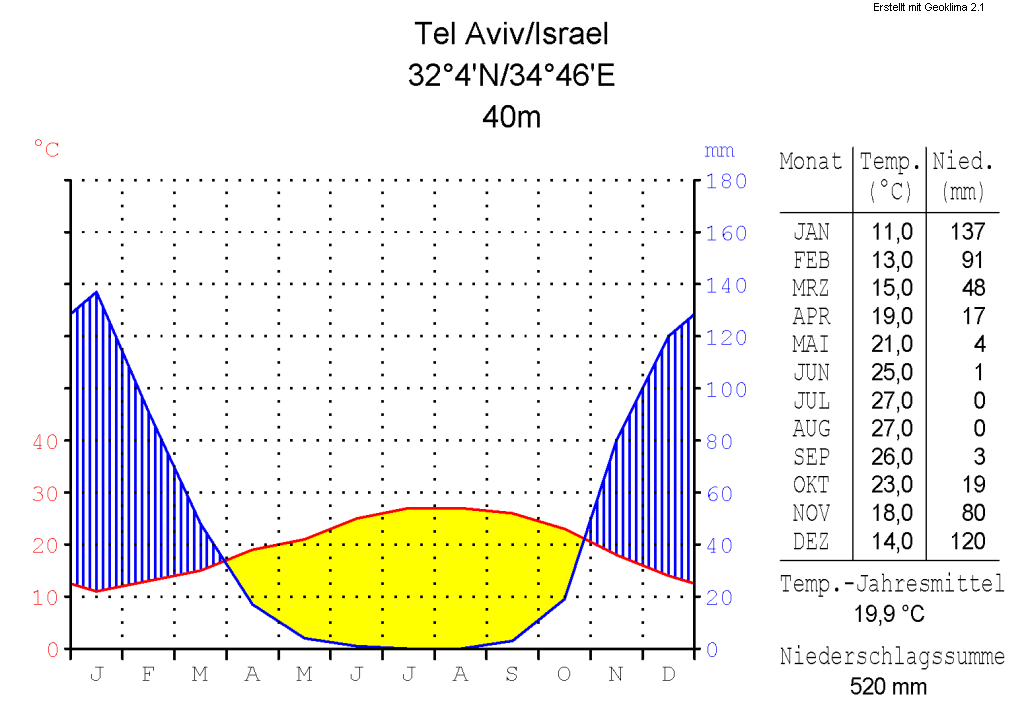
特拉维夫气候

### 地形与气候
特拉维夫的地理坐标是32°5′N 34°48′E / 32.083°N 34.800°E，位于以色列地中海沿岸平原，历史上就是联系欧洲、亚洲和非洲三大洲的陆桥。从雅法向北，特拉维夫的地貌立即变化为大片的沙丘，因而土壤肥力较差。特拉维夫地处平原，地势总体平坦，没有明显的地形起伏。因此，这里最显著的地理特征就是地中海海岸线和雅孔河口的断崖。在现代，由于特拉维夫和但都市群的扩张，特拉维夫与雅法之间，以及与周边城市之间已经不存在明显的边界。从特拉维夫向东南方60公里就是以色列首都耶路撒冷，向北90公里為以色列北部港口城市海法。
特拉维夫的的气候是典型的地中海气候类型。特拉维夫是以色列湿度较高的城市，在每年10月到次年4月降雨较多，而夏季降雨很少。冬季气温很少降到5℃以下，通常介于10°到15℃之间，而夏季平均气温为26℃，不过在酷暑期白天气温可能达到35℃。年平均降雨量为530（20.9英寸）。特拉维夫平均每年有超过300个晴天。春秋两季为时短暂，气候的变化相当迅速。许多人认为特拉维夫最好的时期是在4月，那时阳光明媚，温度适宜，湿度较低，百花开放。
| 特拉维夫（1916年–2007年）                                                             | 特拉维夫（1916年–2007年） | 特拉维夫（1916年–2007年） | 特拉维夫（1916年–2007年） | 特拉维夫（1916年–2007年） | 特拉维夫（1916年–2007年） | 特拉维夫（1916年–2007年） | 特拉维夫（1916年–2007年） | 特拉维夫（1916年–2007年） | 特拉维夫（1916年–2007年） | 特拉维夫（1916年–2007年） | 特拉维夫（1916年–2007年） | 特拉维夫（1916年–2007年） | 特拉维夫（1916年–2007年） |
| 月份                                                                                  | 1月                       | 2月                       | 3月                       | 4月                       | 5月                       | 6月                       | 7月                       | 8月                       | 9月                       | 10月                      | 11月                      | 12月                      | 全年                      |
| ------------------------------------------------------------------------------------- | ------------------------- | ------------------------- | ------------------------- | ------------------------- | ------------------------- | ------------------------- | ------------------------- | ------------------------- | ------------------------- | ------------------------- | ------------------------- | ------------------------- | ------------------------- |
| 历史最高温 °C（°F）                                                                   | 26.8 (80.2)               | 29.6 (85.3)               | 35.2 (95.4)               | 40.4 (104.7)              | 46.5 (115.7)              | 37.6 (99.7)               | 37.4 (99.3)               | 34.4 (93.9)               | 35.4 (95.7)               | 38.4 (101.1)              | 35.3 (95.5)               | 27.9 (82.2)               | 46.5 (115.7)              |
| 平均高温 °C（°F）                                                                     | 15.5 (59.9)               | 16.7 (62.1)               | 17.2 (63.0)               | 22.8 (73.0)               | 24.9 (76.8)               | 27.5 (81.5)               | 29.4 (84.9)               | 30.2 (86.4)               | 27.4 (81.3)               | 22.3 (72.1)               | 19.4 (66.9)               | 18.2 (64.8)               | 24.04 (75.27)             |
| 日均气温 °C（°F）                                                                     | 13.0 (55.4)               | 13.8 (56.8)               | 15.4 (59.7)               | 18.6 (65.5)               | 21.1 (70.0)               | 24.1 (75.4)               | 26.2 (79.2)               | 27.0 (80.6)               | 26.0 (78.8)               | 23.2 (73.8)               | 19.0 (66.2)               | 15.2 (59.4)               | 20.3 (68.5)               |
| 平均低温 °C（°F）                                                                     | 9.6 (49.3)                | 9.8 (49.6)                | 11.5 (52.7)               | 14.4 (57.9)               | 17.3 (63.1)               | 20.6 (69.1)               | 23.0 (73.4)               | 23.7 (74.7)               | 22.5 (72.5)               | 19.1 (66.4)               | 14.6 (58.3)               | 11.2 (52.2)               | 16.44 (61.59)             |
| 历史最低温 °C（°F）                                                                   | 2.5 (36.5)                | −1.9 (28.6)               | 3.5 (38.3)                | 7.0 (44.6)                | 11.2 (52.2)               | 15 (59)                   | 19 (66)                   | 20 (68)                   | 15.7 (60.3)               | 11.6 (52.9)               | 6.0 (42.8)                | 4.0 (39.2)                | −1.9 (28.6)               |
| 平均降雨量 mm（）                                                                     | 126.9 (5.00)              | 90.1 (3.55)               | 60.6 (2.39)               | 18.0 (0.71)               | 2.3 (0.09)                | 0.0 (0.0)                 | 0.0 (0.0)                 | 0.7 (0.03)                | 1.4 (0.06)                | 26.3 (1.04)               | 79.3 (3.12)               | 126.4 (4.98)              | 532 (20.97)               |
| 平均降雨天数                                                                          | 12.8                      | 10.0                      | 8.5                       | 3.1                       | 0.8                       | 0.0                       | 0.0                       | 0.3                       | 0.3                       | 3.2                       | 7.5                       | 10.9                      | 57.4                      |
| 平均相對濕度（％）                                                                    | 73                        | 71                        | 69                        | 65                        | 68                        | 70                        | 70                        | 70                        | 67                        | 66                        | 66                        | 72                        | 69                        |
| 月均日照時數                                                                          | 192.2                     | 205.9                     | 235.6                     | 270.0                     | 328.6                     | 357.0                     | 368.9                     | 356.5                     | 300.0                     | 279.0                     | 234.0                     | 189.1                     | 3,316.8                   |
| 来源：Israel Meteorological Service, Hong Kong Observatory for data of sunshine hours |                           |                           |                           |                           |                           |                           |                           |                           |                           |                           |                           |                           |                           |

### 分区
在特拉维夫这座城市短暂的历史中，自然形成了许多的区。其中最著名的一个就是雅法，是一个古代港口城市，特拉维夫也是渊源于雅法。传统上，阿拉伯人在雅法区人种中占有较大的比例，但是进来的士绅化已经使该区转变为一个雅皮士聚居的地区。类似的进程也发生在附近雅法城外原来的一个犹太人社区Neve Tzedek，以及市中心以北的社区Ramat Aviv，主要由豪华公寓构成，目前经历大扩张，并且开始计划开发海滨地区即将关闭的Sde Dov机场的土地。

## 人口結構
根据2006年6月的以色列中央统计局（CBS）资料，在面积50平方公里的特拉维夫市范围内，人口有382,500人（2006年6月末），人口密度为7445人/平方千米，人口年增长率为0.9%。人口中犹太裔占91.8%，阿拉伯裔（包括穆斯林和基督徒）占4.2%，其他（非阿拉伯裔基督徒及未分类）占4.0%特拉维夫的犹太裔中又包括许多类型，主要有来自于东欧的阿什肯纳齐犹太人，和来自于中东的瑟法地犹太人。该市还有规模很大的埃塞俄比亚犹太裔社区。
整个特拉维夫都市区人口约为310万人。
据估计，大约有50,000未注册的外籍劳工生活在特拉维夫。

### 宗教
虽然耶路撒冷是以色列的宗教中心，而特拉维夫则是一个民風开放的沿海城市（所谓“祈祷在耶路撒冷，游乐在特拉维夫”），不过，在特拉维夫仍然有大约500座犹太会堂，其中大约350座正在使用。在特拉维夫，特别是在雅法，拥有相当多的穆斯林人口和许多清真寺。此外，由于在特拉维夫及附近地区有许多大使馆和外交人员，以及雅法有阿拉伯裔基督徒，市内和周围也有许多基督教堂。

## 文化

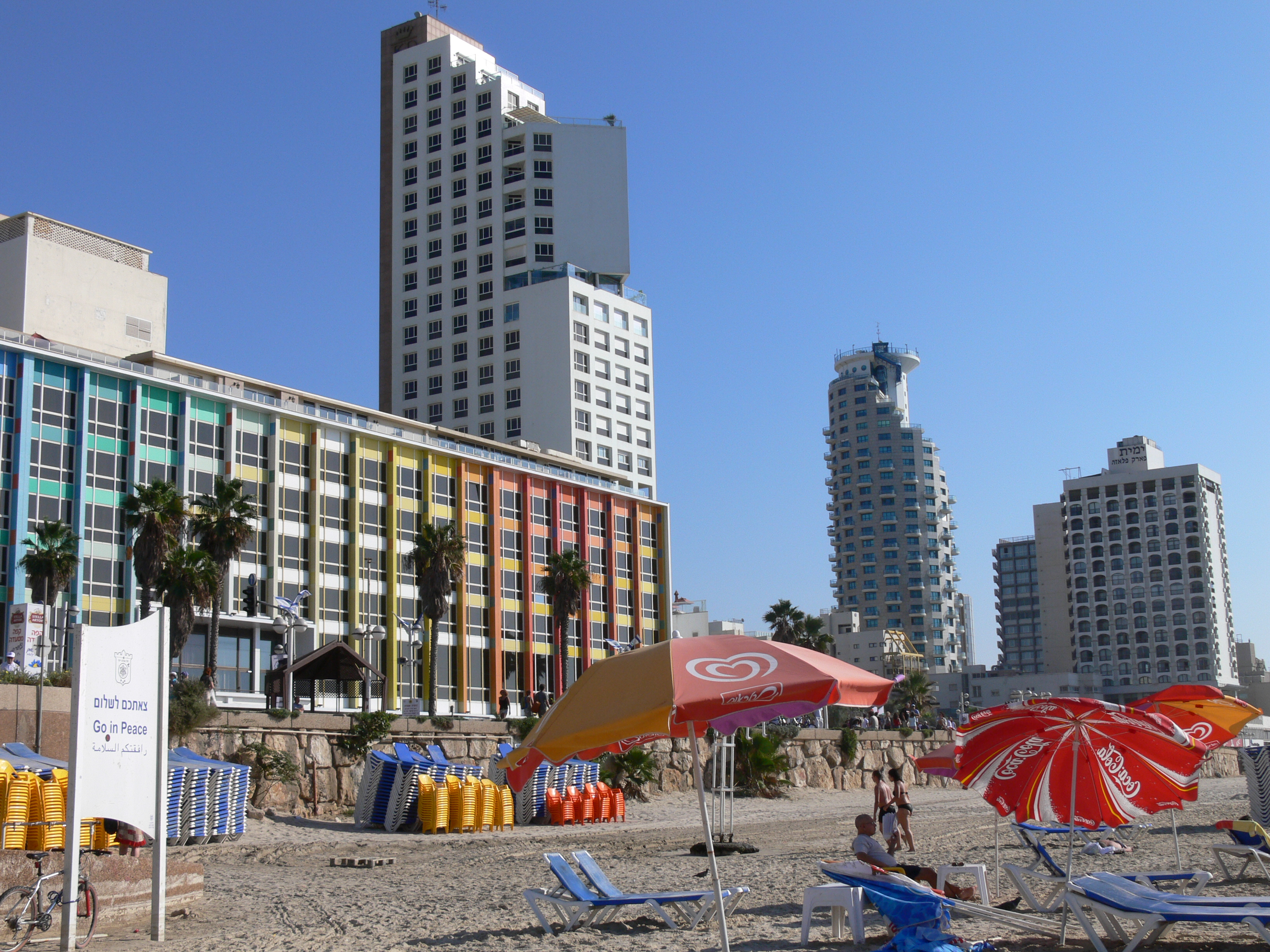
特拉维夫海滩

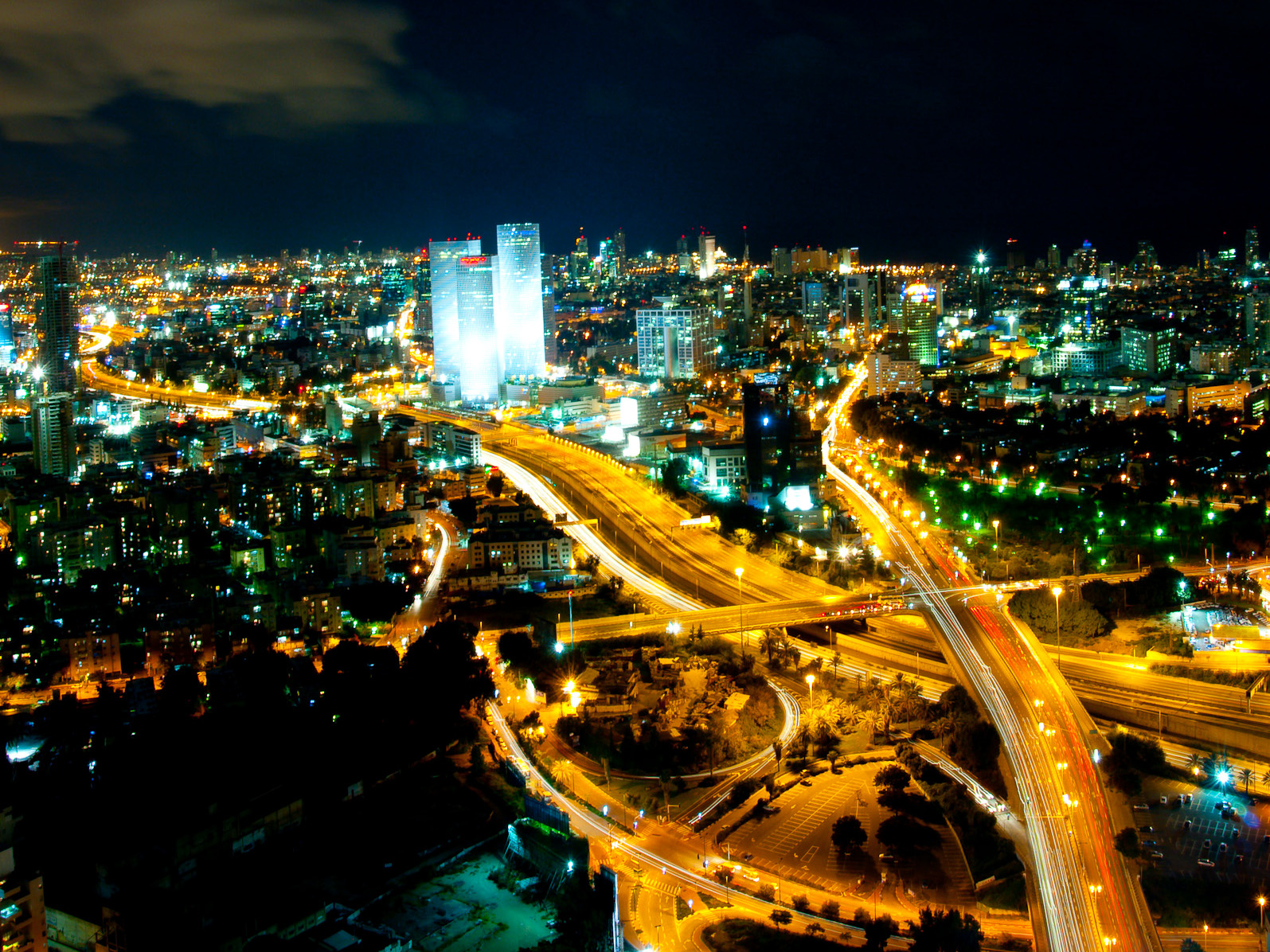
特拉维夫夜景

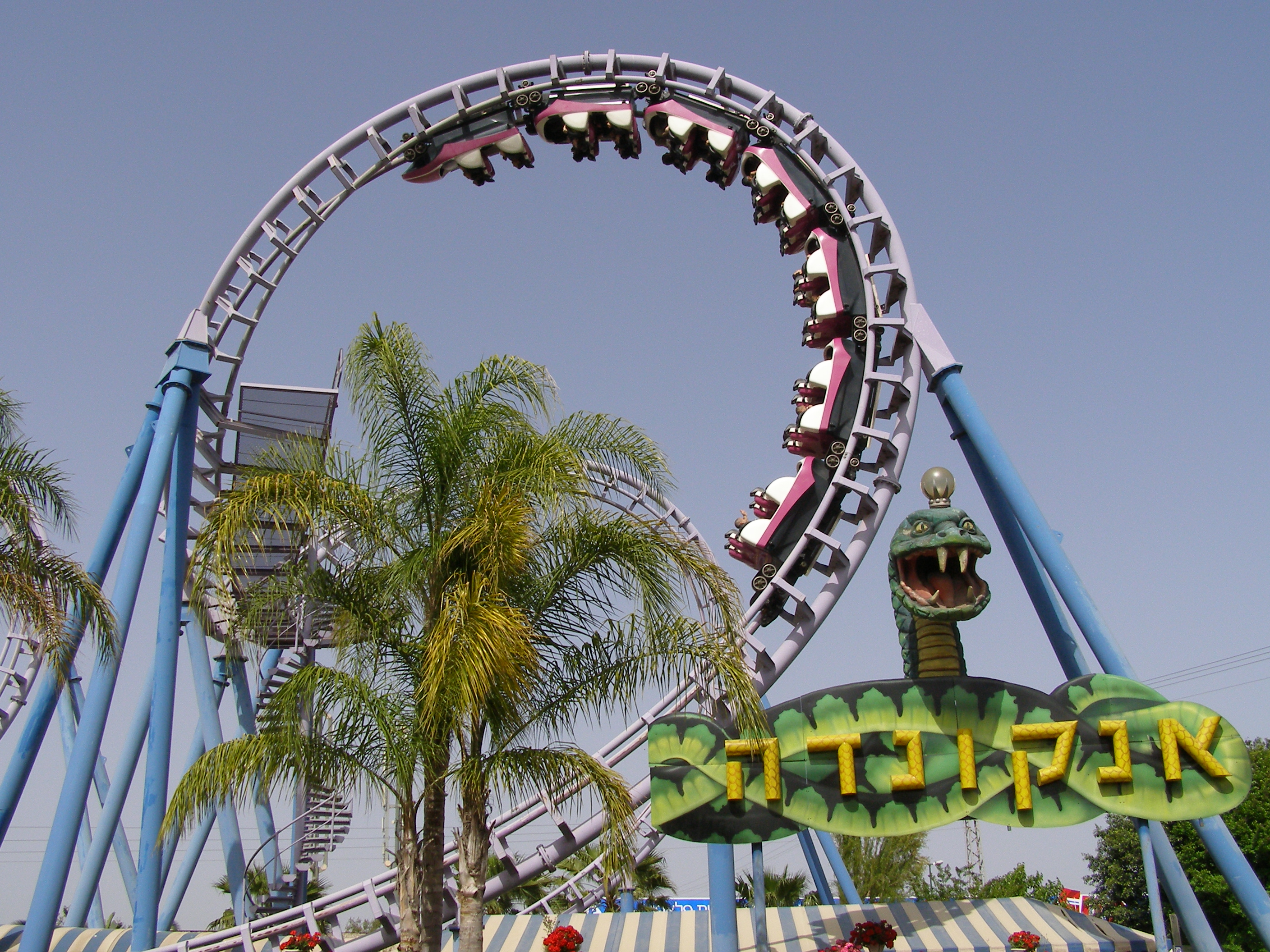
主题公园特拉维夫

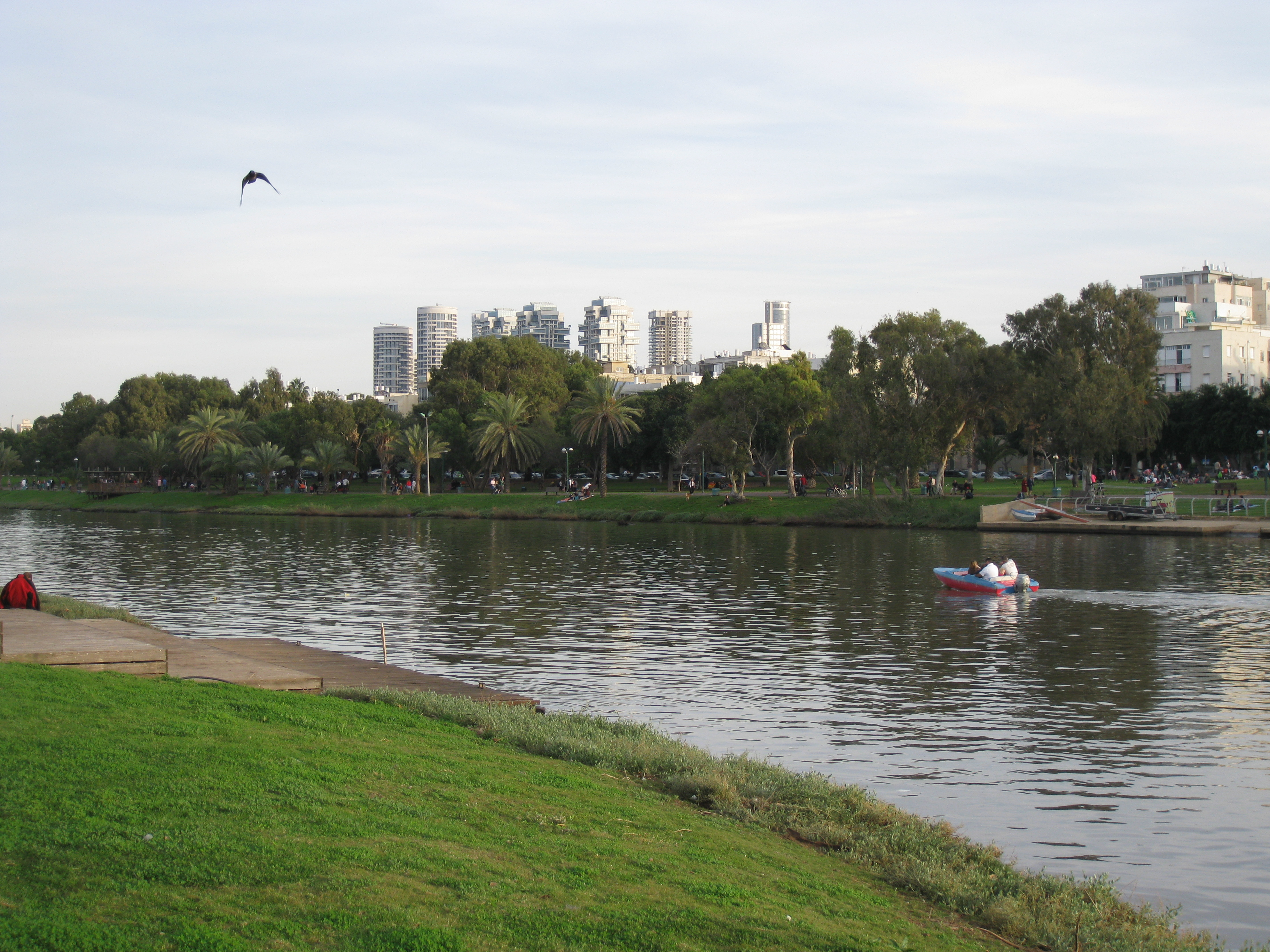
城市公园

### 建筑
现代的特拉维夫以两种建筑风格闻名于世。其中最具国际知名度的特拉维夫白城，拥有大约2500座包豪斯学派或国际风格建筑，形成大片白色外墙的景观，已经在2003年被联合国教科文组织列为世界遗产。这些建筑主要建于1930年代到1950年代，是欧洲现代主义艺术运动到达的最远地点，由许多在前纳粹时期的德国德绍巴豪斯学校接受教育的犹太建筑师所设计。特拉维夫是世界上这类建筑最集中的城市同时，该市采用了花园城市的城市规划，设计了许多宽阔的林荫大道，与这种建筑风格相当和谐。
由于特拉维夫的地价高得如同天文数字，同时许多在1960年代建造的劣质建筑物已经变成危房，需要加以重建，又要应付大批涌入以色列的移民的需要，于是，近来，特拉维夫又成为一个现代摩天大楼的集中地。该市具有国际意义的摩天楼有沙龙梅尔塔楼、阿兹里利中心和YOO塔楼。

### 艺术与戏剧
许多人认为特拉维夫是以色列的文化首都。特拉维夫拥有许多文化中心。特拉维夫歌剧院，普拉西多·多明戈自1962年到1965年曾在此担任男高音。特拉维夫弗来德里克·曼恩礼堂是一个拥有3,000座位的现代化音乐厅，也是以色列爱乐乐团所在地。以色列的国家剧院哈比马剧院（希伯来文意为“舞台”）代表着以色列戏剧的最高水平，此外，特拉维夫市立的卡美尔剧院、雅法的Gesher剧院和Beit Lessin剧院也很受欢迎。Tzavta、Tmuna等小剧院主要上演音乐剧和边缘作品。在雅法，小径剧院（Simta）和创造剧院（Notzar）也专门上演边缘作品。

### 博物馆
以色列人均拥有的博物馆数量超过世界上任何国家，其中许多位于特拉维夫。其中最著名的是以色列故土博物馆，以其关于迦南美地丰富的考古学和历史陈列品著称；特拉维夫艺术博物馆是以色列主要的艺术博物馆之一；犹太人流散博物馆位于特拉维夫大学校园的一角，是一所关于犹太人大流散的博物馆，收藏关于犹太人繁荣的历史以及犹太人大流散时期所受迫害的历史文献与艺术品。巴蒂·豪塞夫博物馆（Batey Haosef Museum）是展出以色列国防军历史的军事博物馆，展出以色列历史中一些罕见的展品以及品种繁多的武器与图片。特拉维夫大学附近的帕拉玛赫突击队博物馆用多媒体向观众展示以色列第一批国防军的各种历史档案。在雅法北部查尔斯·克洛尔公园附近有一个关于军事组织伊尔贡的小型博物馆，伊尔贡曾经在第一次中东战争中占领雅法，立下战功。特拉維夫會議中心位于该市北部，每年举办超过60次重大的活动。许多博物馆和美术馆散布在该市艺术气氛浓郁的南区，包括特拉维夫原始艺术与当代艺术馆。

### 旅游
特拉维夫是一个重要的旅游城市，集地中海风情与文化多元性于一身。特拉维夫有几座公园，其中最大的是位于国王乔治街的亚尔孔公园。这里也有许多购物中心，诸如迪森高夫中心（以色列第一个购物中心）和阿兹里利中心。该市有许多旅馆，诸如皇冠广场酒店、喜来登酒店、四季酒店、但酒店、希尔顿酒店。特拉维夫还举行以色列规模最大的骄傲游行（以色列是中东唯一举行骄傲游行的国家），吸引数千人参加。
特拉维夫还以拥有在中东地区异常开放和繁荣的夜生活而著称，海滨的步行道拥有无数的夜总会和酒吧，是特拉维夫夜生活气氛的焦点所在。特拉维夫在以色列以不眠之城著称。

### 教育

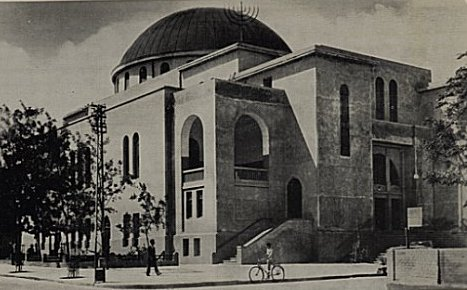
1930年代的大犹太会堂

特拉维夫是以色列教育的中心，拥有许多学校。它的两所大学：特拉维夫大学和巴伊兰大学（校园位于附近的拉马特甘)，合计学生总数超过50,000人，其中有相当大的比例来自国外。
特拉维夫大学成立于1953年，位于拉马塔维夫，现在是以色列规模最大的大学，在国际上享有盛誉，特别以物理学、计算机科学、化学和语言学系著称。巴伊兰大学成立于1955年，位于拉马特甘郊区，是以色列最大的学术机构。

### 体育

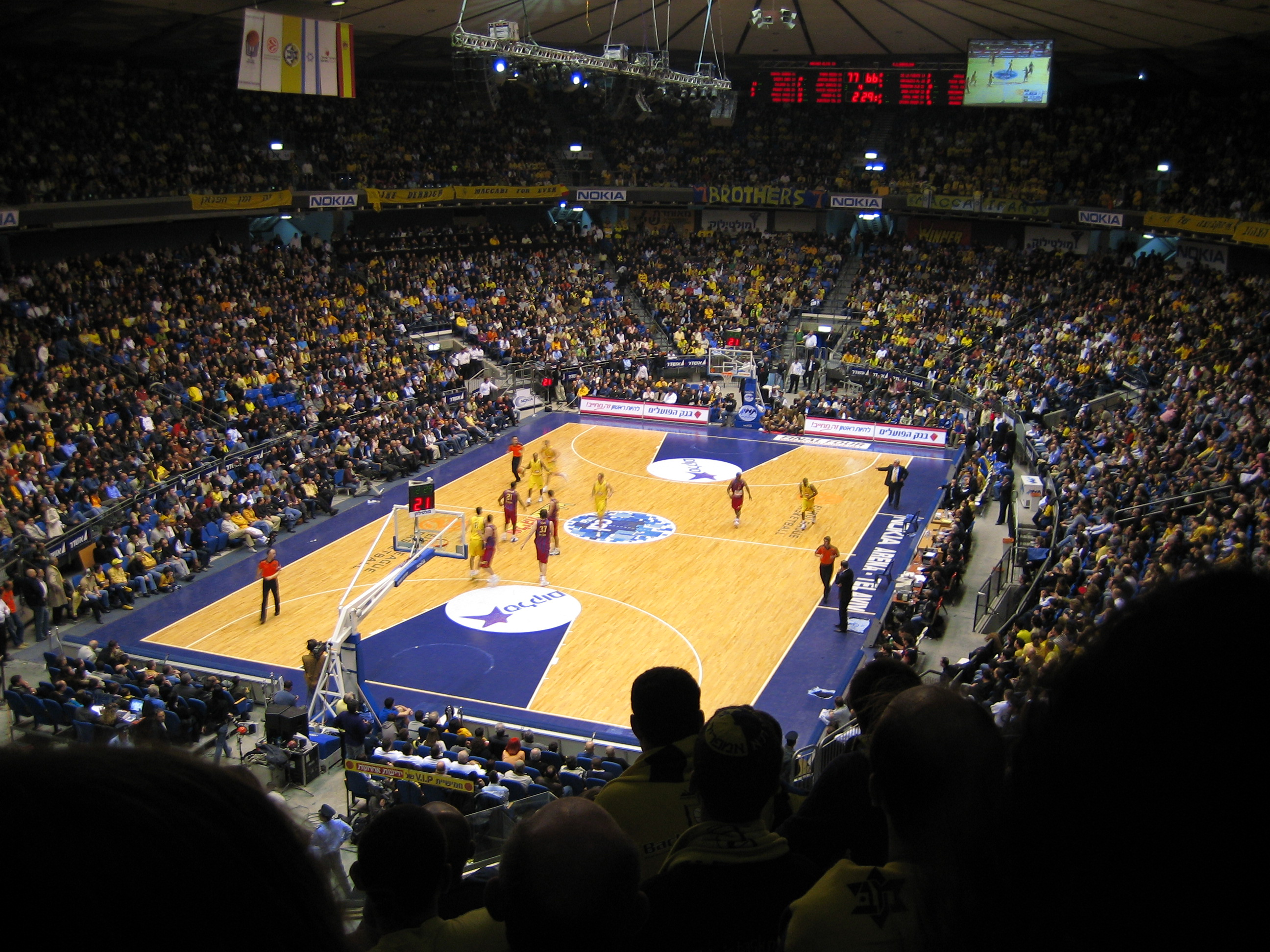
特拉维夫的诺基亚篮球场

特拉维夫拥有以色列一些顶级运动队，包括一支世界级的篮球队。特拉维夫也是唯一拥有3支甲级球队的以色列城市。特拉维夫马卡比体育俱乐部成立于1906年，包括10多种竞赛项目：特拉维夫马卡比篮球俱乐部曾赢得47次以色列超级联赛、36次以色列杯和5次欧洲锦标赛。特拉维夫马卡比足球俱乐部曾赢得18次以色列超级联赛、22次以色列杯和2次亚洲杯。特拉维夫马卡比柔道俱乐部运动员阿拉德在1992年奥运会上获得银牌。特拉维夫哈普厄体育俱乐部成立于1923年，包括11种竞赛项目：特拉维夫哈普厄篮球俱乐部曾赢得5次以色列超级联赛、4次以色列杯；特拉维夫哈普厄足球俱乐部曾赢得13次以色列超级联赛、11次以色列杯和1次亚洲杯；皮划艇俱乐部；女子篮球俱乐部等以色列的顶级俱乐部。特拉维夫贝内叶胡达足球俱乐部曾赢得一次以色列超级联赛，两次以色列杯，该俱乐部是唯一一支仅代表一个社区特拉维夫的希望社区（Shechunat Hatikva），而不是代表整个城市参加以色列足球超级联赛的球队。
特拉维夫还拥有许多其他运动项目。特拉维夫有2个划船俱乐部。特拉维夫划船俱乐部成立于1935年，位于雅尔孔河畔，是以色列最大的划船俱乐部。此外，射击和网球在特拉维夫也很流行。特拉维夫海滩拥有世界上最好的海滩板手球的场地。特拉维夫闪电队代表该市参加每年6月开始的以色列棒球联盟的联赛。

## 经济

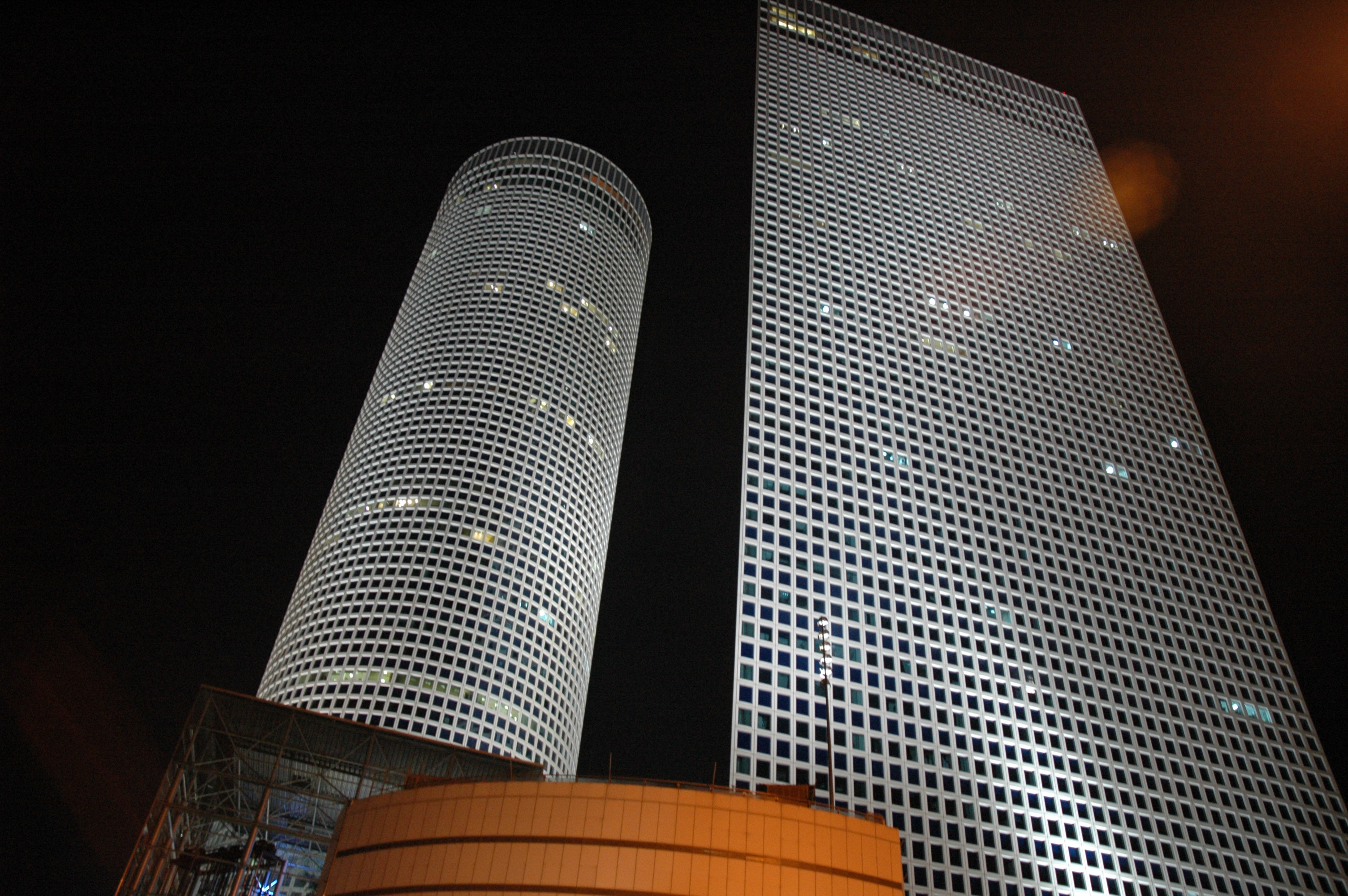
阿茲列里中心

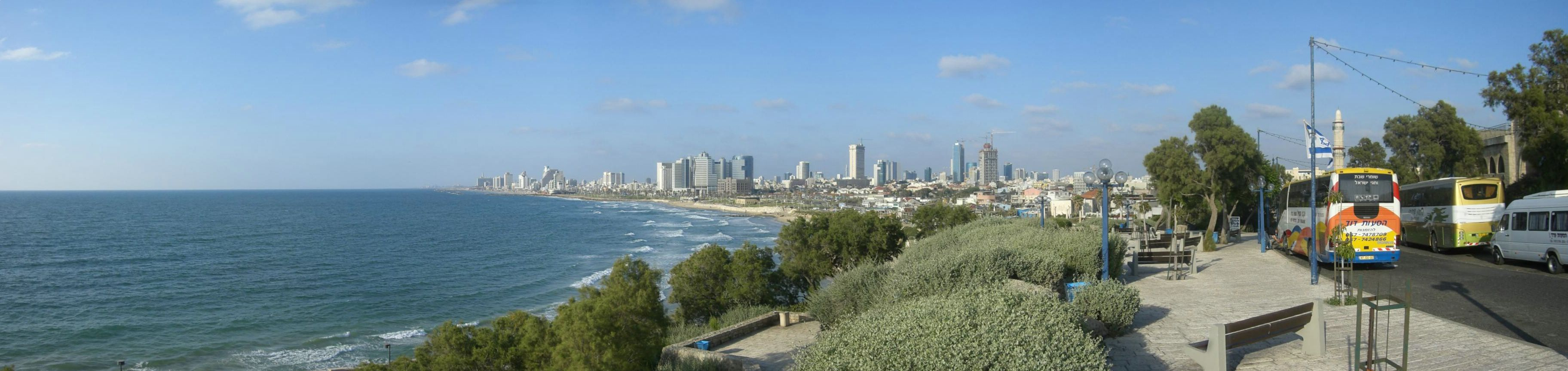
从远处眺望特拉维夫的天际线

2006年，粗略估計全市平均月收入為7,290以色列新谢克尔。2007年特拉維夫在世界上生活質量最佳城市中排第104位。
在过去数十年中，特拉维夫的经济经历了戏剧性的发展。作为以色列的经济首都，这个熙熙攘攘的城市现在被描绘成繁荣的高科技城市（《新闻周刊》）和“小型洛杉矶”（《经济学人》）。现在有许多计算机科学家在特拉维夫生活、工作，他们许多人都是1990年代初移民潮中来自前苏联的移民。特拉维夫被新闻周刊称作世界十大最具影响力的高科技城市之一。事实上，特拉维夫都市区（包括Herzlia和佩塔提克瓦等郊区）高度集中了以色列大部分的高科技产业，又被称为硅溪（Silicon Wadi）。
历史上，特拉维夫一直在努力争取恰当的经济发展的空间。该市位于沙丘地带，不适合农业，海岸也不像附近的海法和亚实突那样适合开辟海港。1974年，Intel公司在以色列建立了第一个海外研究与发展机构，到1990年代，特拉维夫终于享有科学与技术研究中心的声誉，带来了经济的繁荣。
特拉维夫拥有以色列唯一的一个证券交易所──特拉维夫证券交易所（TASE），近来取得了长足的发展，以及许多风险资本公司的国际总部、科学研究机构，以及高技术公司。特拉维夫地区还有一些工厂，生产的货物，如药品、纺织品和食品都大量出口。旅游业对于特拉维夫的经济也很重要，人们从世界各地来到特拉维夫，不仅是由于以色列拥有多如繁星的文化遗迹，也是由于这座城市传说中的夜生活、气氛与建筑。
英国罗浮堡大学的全球化与世界级城市研究小组与网络（GaWC）建立了一份世界级城市名册，其中特拉维夫被列入“形成世界级城市的明显迹象”的类别，在中东城市的排名中是除了部分属于欧洲的伊斯坦布尔之外最高的。特拉维夫还被列为中东地区生活费用最昂贵城市（伊斯坦布尔列为欧洲城市）。
根据福布斯的统计，在9名以色列籍亿万富翁中有7人居住在以色列，其中至少有4人住在特拉维夫或其郊区。根据美世人力资源咨询（Mercer Human Resource Consulting），到2007年，特拉维夫被认为是最昂贵的中东城市，排名世界第7位，紧随纽约市、都柏林之后，而排在罗马和维也纳之前。

## 交通

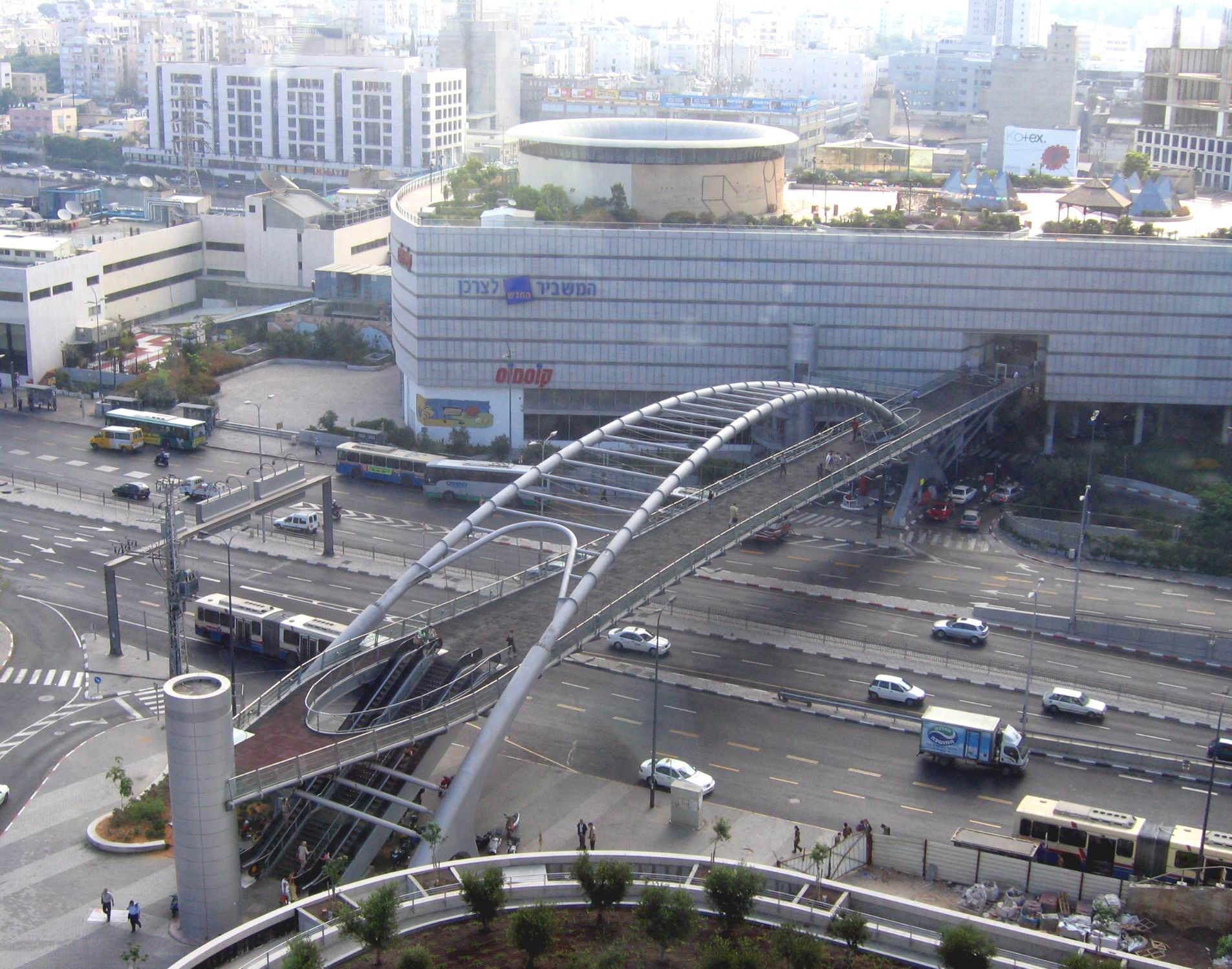
特拉维夫的多种交通方式：步行、私人汽车、公共汽车、卡车和出租车，大厦的另一边还有一个火车站

### 公路
进出特拉维夫的主要公路是亚雅伦公路（又名以色列20号公路），从北向南沿着亚雅伦河穿越城市东部，将拉马特甘与特拉维夫大部分城区分隔开来。从亚雅伦公路向南可以接入1号公路，通往本·古里安国际机场和耶路撒冷。特拉维夫市内的主要干道有国王乔治街、艾伦比街、罗斯柴尔德大街、迪森高夫街和雅法的耶路撒冷大道。特拉维夫北部主要的进出道路为纳米尔路，通往2号公路；东部主要的进出道路为贝京路/亚博廷斯基路，直通拉马特甘、贝尼巴科和佩塔提克瓦。

### 铁路
特拉维夫拥有4个火车站，全部在亚雅伦公路沿线。火车站从北向南依次是：特拉维夫大学，特拉维夫中央火车站，特拉维夫哈沙龙（靠近大卫·阿兹里利购物中心）和特拉维夫Hahaganah（靠近特拉维夫中央巴士总站）。估计每个月有超过100万人乘坐火车往返于特拉维夫与里雄莱锡安、雷霍沃特和佩塔提克瓦之间。每月乘客达100万人。
此外，特拉维夫地铁第一期工程计划已于2011年開展，预期完成後将显著改善该市的公共交通。

### 公共汽车
特拉维夫中央巴士总站位于该市南部，是一个规模庞大的公車总站。特拉维夫的公共汽车线路主要由但巴士公司经营。而艾格德巴士公司则是世界第二大巴士公司，主要经营往返特拉维夫的城际交通。

### 航空
特拉维夫的Sde Dov机场（代号SDV）位于该市西北部，作为国内航线的主要机场。这个机场将要关闭，土地将用于兴建高档的海滨房地产项目，所有航线都将转移到本-古里安国际机场（代号TLV），这是以色列主要的国际机场，位于特拉维夫东南方15公里，靠近Lod市。由于本-古里安国际机场邻近特拉维夫，并位于特拉维夫都市区之内，常被称为特拉维夫国际机场。不过机场地区并不属于任何一个市镇的行政区域。

## 历任市长
- 梅尔·迪森高夫（1921–1925；1928–1936）
- 大卫·布洛赫（1925–1927）
- 以色列·罗卡奇（1936–1952）
- Chaim Levanon（1953–1959）
- Mordechai Namir（1959–1969）
- Yehoshua Rabinowitz（1969–1974）
- Shlomo Lahat（1974–1993）
- 罗尼·米罗（1993–1998）
- 罗恩·胡尔代（1998–）

## 友好城市
| - 法國图卢兹（1962年） - 美国费城（1966年） - 德国法兰克福（1980年） - 德国波恩（1983年） - 阿根廷布宜诺斯艾利斯（1988年） - 匈牙利布达佩斯（1989年） - 塞爾維亞贝尔格莱德（1990年） - 德国埃森（1992年） - 保加利亚索非亚（1992年） - 波蘭华沙（1992年） |  | - 法國戛纳（1993年） - 波蘭罗兹（1994年） - 義大利米兰（1994年） - 希腊萨洛尼卡（1994年） - 中华人民共和国北京（1995年） - 印度尼西亞雅加达（1996年） - 德国科隆（1997年） - 西班牙巴塞罗那（1998年） - 巴勒斯坦加沙（1998年） - 土耳其伊兹密尔（1998年） |  | - 阿拉木图（1999年） - 摩尔多瓦基希讷乌（2000年） - 仁川（2000年） - 賽普勒斯利马索尔（2000年） - 俄羅斯莫斯科（2000年） - 巴西圣保罗（2004年） - 加拿大多伦多 - 奥地利维也纳（2005年） - 中华人民共和国广州（2017年） - 香港（2020年） |